# Chalkopyrit
Chalkopyrit (Henckel, 1725), chemický vzorec CuFeS2 (sulfid měďnato-železnatý), je čtverečný minerál. Název pochází z řeckých slov chalkos – měď a pyr – oheň. Starší český název je kyz měděný.

## Morfologie
Nejčastěji tvoří zrnité, masivní agregáty, někdy i ledvinité a hroznovité. Dále tvoří impregnace a povlaky na krystalech jiných minerálů, pseudomorfózy. Méně často pseudotetraedrické nebo pseudooktoedrické krystaly. Časté jsou dvojčatné i vícečetné srůsty podle {012} a {112}.

## Vlastnosti
- Fyzikální vlastnosti: Tvrdost 3,5–4, křehký, hustota 4,2–4,3 g/cm³, štěpnost velmi nedokonalá podle {112}, lom lasturnatý, nerovný.
- Optické vlastnosti: Barva: mosazně žlutá, zlatožlutá, na vzduchu pestře nabíhá do fialova až černa. Lesk kovový, průhlednost: opakní, vryp zelenočerný.
- Chemické vlastnosti: Složení: Cu 34,63 %, Fe 30,43 %, S 34,94 %, příměsi Ag, Au, Tl, Se, Te, In. Při rozpuštění v koncentrované HNO3 vzniká zelený roztok. Před dmuchavkou se snadno taví v šedočernou magnetickou kuličku.
- Elektrické vlastnosti: Vede elektrický proud.
- Geologické vlastnosti: Atmosférickými vlivy zvětrává na oxidy železa (limonit) a uhličitany mědi (malachit a azurit)

## Podobné minerály
zlato, pyrhotin, pyrit, markazit

## Získávání

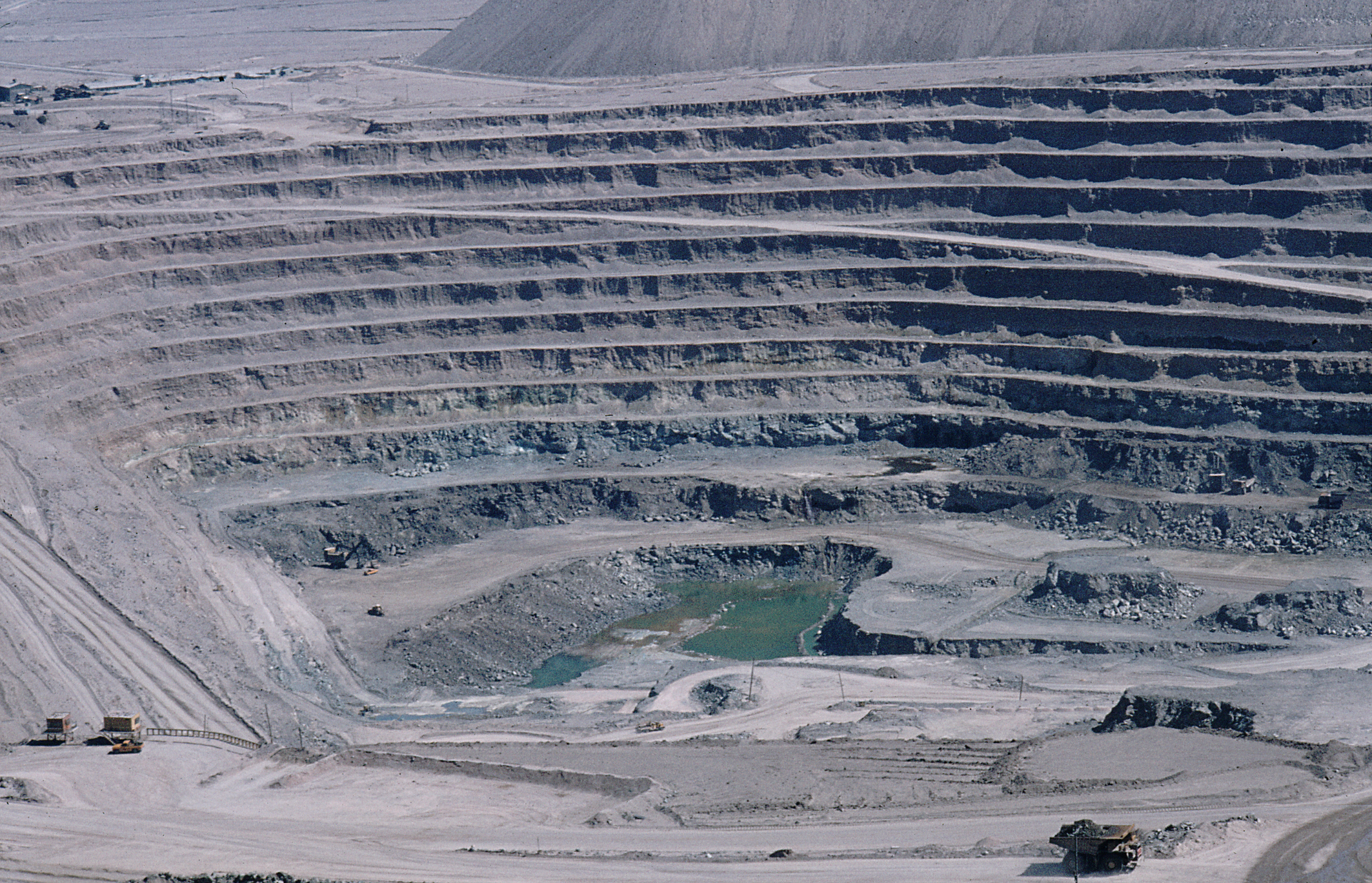
Měděný důl, Chuquicamata, Chile

Dříve hlubinnou těžbou z rudních žil, v současnosti povrchovým dobýváním.

## Využití
Důležitá ruda mědi, občas i jako drahý kámen (kabošony, destičky).

## Naleziště
Hojný minerál.
- Česko – Horní Slavkov a Příbram (na rudních žilách), Cínovec, Krupka, Zlaté Hory (samostatné žíly a impregnace)
- Slovensko – Banská Štiavnica (krystaly), Špania Dolina, Smolník (v ložiskách pyritu), Rožňava
- Německo – Oberwolfach, Rammelsberg, Johanngeorgenstadt
- Velká Británie – Cornwall
- Španělsko – Rio Tinto
- Rusko – Norilsk, Talnach
- Kanada – Sudbury
- USA – Montana, Maine, Arizona
- Chile – Chuquicamata
- a další.